# アッバス・バラオウ
アッバス・バラオウ（Abass Baraou、1994年10月28日 - ）は、ドイツのプロボクサー。バーデン＝ヴュルテンベルク州アーレン出身。

## 来歴
両親がトーゴからの移民であり、13歳でボクシングを始める。
2018年4月28日プロデビュー。
2019年2月16日、コブレンツのコンログ・アレーナで元IBF世界スーパーウェルター級王者カルロス・モリーナとWBCインターナショナルスーパーウェルター級王座決定戦を行い、12回3-0（115-112、115-112、118-109）の判定勝ちを収め王座を獲得した。
2019年5月4日、フランクフルトのフラポート・アレーナで元IBO世界ウェルター級王者アリ・フネカと対戦し、5回2分52秒TKO勝ちを収めた。
2019年10月26日、ロンドンのO2アリーナでジョン・オドーネルと対戦し、6回2分59秒TKO勝ちを収めWBCインターナショナル王座の初防衛に成功した。
2020年3月10日、プロモート契約をしているヴィルフリート・ザウアーラント率いるザウアーラント・イベントのヘッドトレーナーであるウリ・ウェグナーからアダム・ブースにトレーナーを変更した。
2020年8月28日、ベルリンでジャック・クルカイとIBF世界スーパーウェルター級2位決定戦を行い、12回1-2(114-115、116-113、113-115)の判定負けを喫しジェイソン・ロサリオへの挑戦権を獲得出来なかった。

## 戦績
- プロボクシング：13戦 12勝 (8KO) 1敗

| 戦           | 日付           | 勝敗 | 時間    | 内容     | 対戦相手               | 国籍             | 備考                                                |
| ------------ | -------------- | ---- | ------- | -------- | ---------------------- | ---------------- | --------------------------------------------------- |
| 1            | 2018年4月28日  | ☆    | 4R 2:17 | TKO      | アルツール・ミュラー   | ドイツ           | プロデビュー戦                                      |
| 2            | 2018年6月2日   | ☆    | 10R     | 判定 3-0 | デニス・クリエガー     | モルドバ         | ドイツスーパーウェルター級タイトルマッチ            |
| 3            | 2018年10月6日  | ☆    | 2R 終了 | TKO      | ロバート・マッス       | ドイツ           | ドイツ王座防衛1                                     |
| 4            | 2018年12月1日  | ☆    | 10R     | 判定 3-0 | サーシャ・イェンゴヤン | アルメニア       |                                                     |
| 5            | 2019年2月16日  | ☆    | 12R     | 判定 3-0 | カルロス・モリーナ     | メキシコ         | WBCインターナショナルスーパーウェルター級王座決定戦 |
| 6            | 2019年5月4日   | ☆    | 5R 2:52 | TKO      | アリ・フネカ           | 南アフリカ共和国 |                                                     |
| 7            | 2019年9月13日  | ☆    | 2R 2:01 | TKO      | アブデルガニ・サベル   | エジプト         |                                                     |
| 8            | 2019年10月26日 | ☆    | 6R 2:59 | TKO      | ジョン・オドーネル     | イギリス         | WBCインターナショナル防衛1                          |
| 9            | 2020年1月25日  | ☆    | 4R 終了 | TKO      | アブラハム・ファレス   | メキシコ         |                                                     |
| 10           | 2020年8月28日  | ★    | 12R     | 判定 1-2 | ジャック・クルカイ     | ドイツ           | IBF世界スーパーウェルター級挑戦者決定戦             |
| 11           | 2021年9月10日  | ☆    | 1R 2:13 | TKO      | ジェイ・スペンサー     | ガーナ           |                                                     |
| 12           | 2021年12月3日  | ☆    | 10R     | 判定 3-0 | メリトン・カラーシャ   | アルバニア       |                                                     |
| 13           | 2022年3月19日  | ☆    | 6R 1:55 | TKO      | ブライアン・チャベス   | アルゼンチン     | IBOコンチネンタルスーパーウェルター級王座決定戦     |
| テンプレート |                |      |         |          |                        |                  |                                                     |

## 獲得タイトル
- ドイツスーパーウェルター級王座
- WBCインターナショナルスーパーウェルター級王座
- IBOコンチネンタルスーパーウェルター級王座